# 76. vestlige længdekreds
Den 76. vestlige længdekreds (eller 76 grader vestlig længde) er en længdekreds, der ligger 76 grader vest for nulmeridianen. Den løber gennem Ishavet, Nordamerika, Atlanterhavet, Caribien, Sydamerika, Stillehavet, det Sydlige Ishav og Antarktis.